# Vắc-xin lao
Vắc-xin lao (TB) là vắc-xin  nhằm mục đích phòng ngừa bệnh lao. Liệu pháp miễn dịch như một biện pháp phòng chống bệnh lao được Robert Koch đề xuất lần đầu tiên vào năm 1890. Ngày nay, vắc-xin lao hiệu quả duy nhất được sử dụng phổ biến là trực khuẩn Calmette-Guérin (BCG), lần đầu tiên được sử dụng vào năm 1921. Khoảng 3 trong số 10.000 người được tiêm vắc-xin gặp các tác dụng phụ, thường là nhỏ ngoại trừ ở những người bị suy giảm miễn dịch nặng. Mặc dù chủng ngừa BCG cung cấp sự bảo vệ khá hiệu quả cho trẻ sơ sinh và trẻ nhỏ, (bao gồm cả phòng chống viêm màng não do lao và lao màng phổi), hiệu quả của nó ở người lớn là khác nhau, dao động từ 0% đến 80%. Một số biến số đã được coi là chịu trách nhiệm cho các kết quả khác nhau. Nhu cầu về tiến bộ miễn dịch bệnh lao tồn tại vì căn bệnh này ngày càng trở nên kháng thuốc.
Các loại vắc-xin lao khác đang ở giai đoạn phát triển khác nhau, bao gồm:
- MVA85A
- rBCG30
- Protein tổng hợp 72F

Các loại vắc-xin mới đang được phát triển bởi Sáng kiến Vắc-xin Lao (Tuberculosis Vaccine Initiative), bao gồm TBVI và Aeras.

## Phát triển vắc-xin
Để thúc đẩy quản lý thành công và lâu dài dịch lao, cần tiêm phòng hiệu quả. Mặc dù Tổ chức Y tế Thế giới (WHO) tán thành một liều BCG duy nhất, việc tái định hình bằng BCG đã được chuẩn hóa ở hầu hết, nhưng không phải tất cả các quốc gia. Tuy nhiên, hiệu quả cải thiện của nhiều liều vẫn chưa được chứng minh.